# 大関力士碑

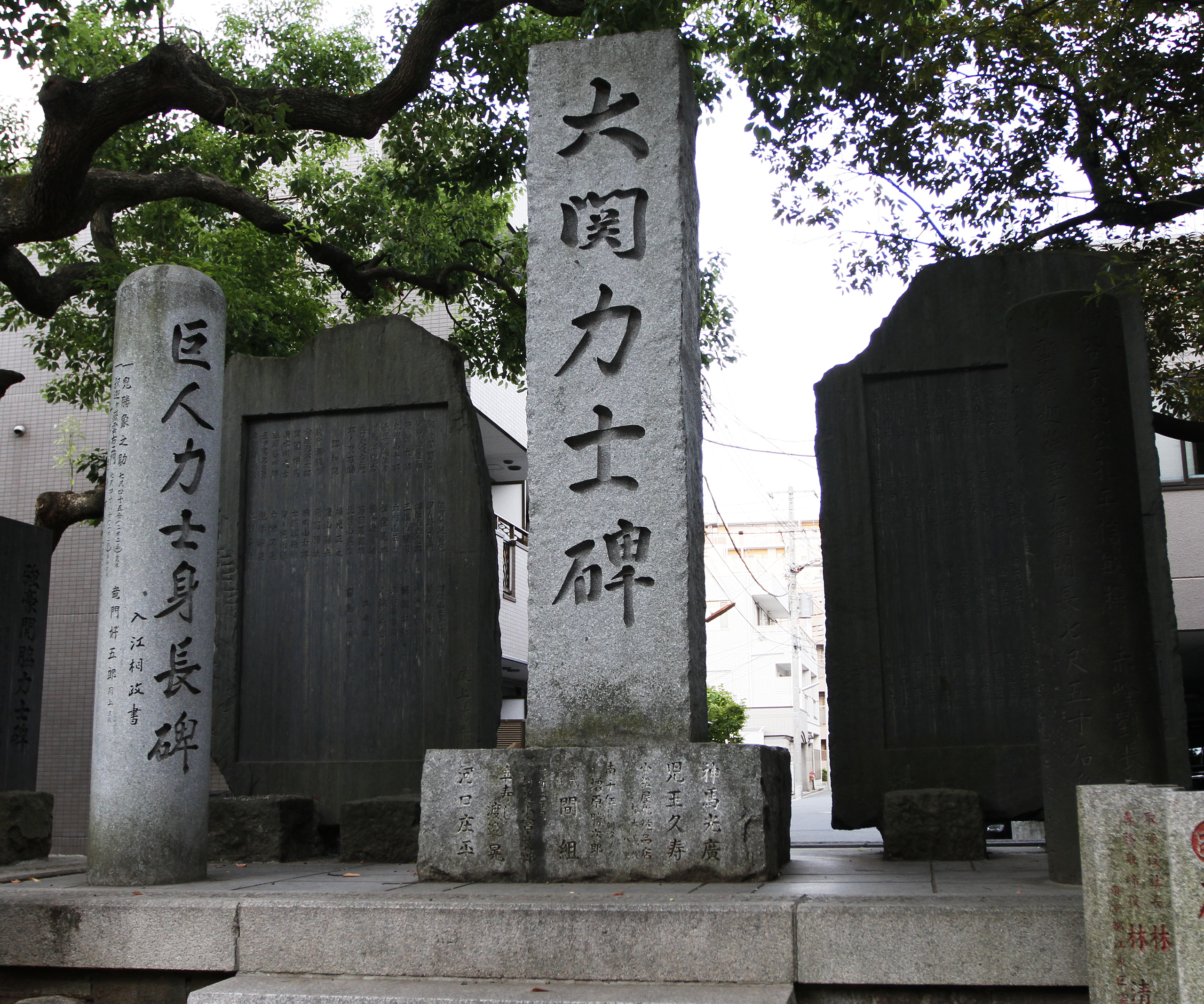
大関力士碑

大関力士碑（おおぜきりきしひ）は、東京都江東区の富岡八幡宮に建つ大相撲関連の石碑である。歴代の大関力士を顕彰するものである。

## 概要
1983年（昭和58年）10月5日に完成。九代目市川團十郎と五代目尾上菊五郎が1898年（明治31年）に寄付した2個の仙台石である。江戸勧進相撲で初めて木版刷りで発行された縦一枚番付である1757年（宝暦7年）10月のものに大関として記されている雪見山堅太夫を初代とし、豪栄道豪太郎までの116人の四股名と出身地が刻まれている。このうち横綱に昇進した者や看板大関は刻まれていない。
刻名式は、横綱力士碑とは異なり現役引退後に行われ、完成後初の引退大関となった琴風豪規以降、引退順に刻名される。ただ刻名式自体は小錦八十吉引退時を最後に行われておらず、その後は日馬富士、鶴竜、照ノ富士の横綱力士碑刻名式の際にそれぞれ刻名されている。
また同所には、巨人力士身長碑、巨人力士手形・足形碑、強豪関脇力士碑、釈迦ヶ嶽等身碑も建てられている。巨人力士身長碑には江戸時代からの長身力士12人の名前と身長が刻まれている。強豪関脇力士碑は1957年に建立され、ここには江戸時代から昭和までの最高位が関脇だった神風、力道山、北の洋ら約50人の四股名が刻まれている。彼ら以降にも上位キラーと呼ばれた関脇力士は多数存在するが、新たに刻まれてはいない。